# Notoraja sereti
Notoraja sereti is een roggensoort uit de familie van de langstaartroggen. De wetenschappelijke naam van de soort is voor het eerst geldig gepubliceerd in 2017 door White, Last & Mana.